# F.B.I. Protezione famiglia
F.B.I. Protezione famiglia (Cover Me: Based on the True Life of an FBI Family) è una serie televisiva statunitense andata in onda per una sola stagione sul canale via cavo USA Network.

## Trama
Basato su una vera famiglia, la serie è incentrata sul lavoro in incognito dell'agente Danny Arno dell'FBI, che invece di nascondere i dettagli del suo lavoro da sua moglie e i figli, li comprende nelle sue operazioni.

## Episodi
| Stagioni               | Episodi | Prima TV USA | Prima TV Italia |
| ---------------------- | ------- | ------------ | --------------- |
| Prima e unica stagione | 25      | 2000-2001    | 2003            |